# Jeepster Commando
Le Jeepster Commando a été produit au début par le constructeur américain Kaiser-Jeep en 1966 pour rivaliser avec le Toyota Land Cruiser et le Ford Bronco.
Quatre modèles différents étaient disponibles : un Pick-up, un cabriolet, un roadster et un break. La fabrication du modèle s'est poursuivie sans changement jusqu'en 1969. Après qu'American Motors Corporation - AMC ait racheté la société Kaiser-Jeep en 1970, les commandes du Jeepster Commando C101 (pour 101" d'empattement soit 2.565 mm) ont soudainement augmenté rapidement. En 1972, AMC lance une nouvelle version et renomme le véhicule "Commando C104", en portant l'empattement à 104" (soit 2.641mm) après avoir modifié l'avant pour y intégrer les moteurs AMC I6 & V8 304ci, un 6 cylindres en ligne et un V8 comme sur la Ford Bronco. La nouvelle version n'a pas convaincu les clients et la production a été arrêtée en 1973. La gamme Commando a été avantageusement remplacée par la Jeep Cherokee (SJ). Le Jeepster est l'ancêtre de la nouvelle gamme Jeep produite par son nouveau propriétaire Chrysler.
Il faut rappeler que le constructeur Willys-Overland fut le premier constructeur à fabriquer un modèle appelé "Jeepster". C'était les concepteurs d'origine de la "Jeep", construite à l'origine pour un usage strictement militaire. C'était le modèle Willys Jeepster de 1948 qui fut fabriqué jusqu'en 1950.

## C 101

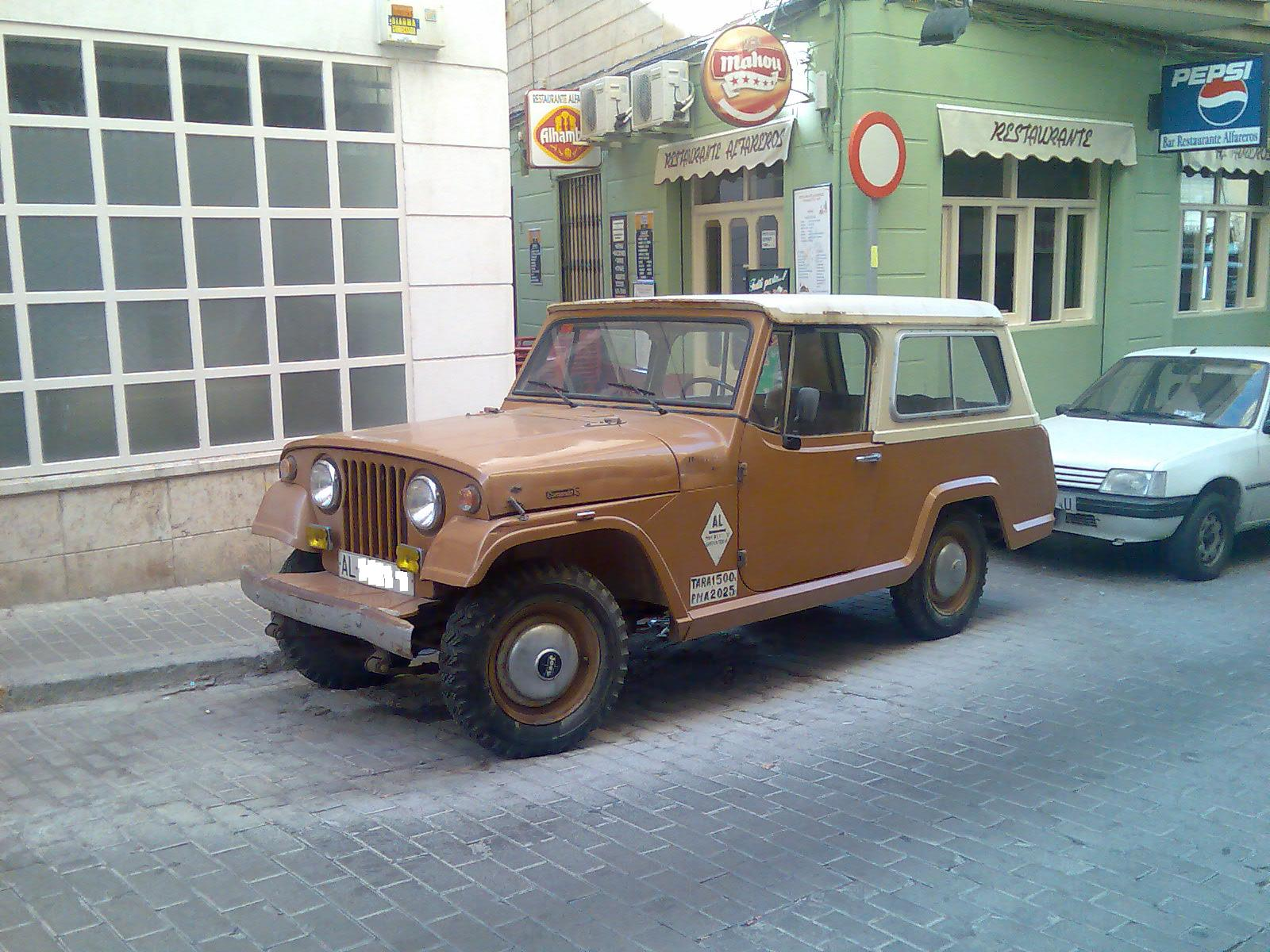
Version du "Jeep Commando" espagnole produite par Ebro.

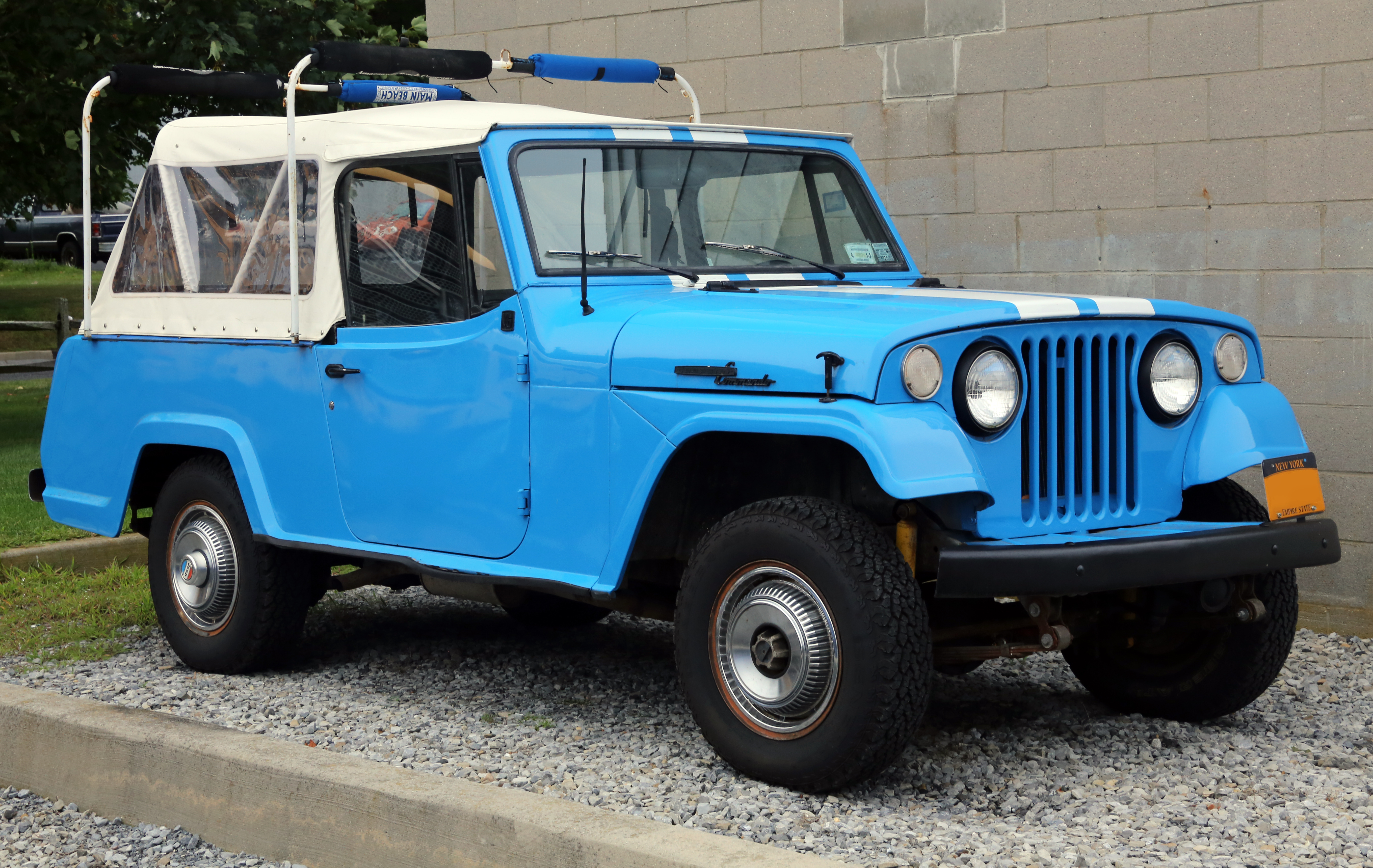
Jeepster Commando C101 Pick-up de 1969

Le Jeepster a été relancé en 1966 sous la forme du Jeepster Commando "C101", un véhicule équipé du moteur Willys Hurricane F134, un 4 cylindres en ligne avec quatre roues motrices, version tant attendue par les clients. Ce moteur développait 75 Ch/55 kW à 4000 tr/min avec un couple de 154 N m à 2000 tr/min. Le moteur V6 Buick Dauntless, proposé en option, développait 160 Ch/119 kW avec un couple de 319 N m. Au total, 57.350 exemplaires du Jeepster Commando "C101" ont été vendus entre 1966 et 1971.
En 1971, le Hurst Jeepster modifié par "Hurst Performance", un préparateur automobile, est certainement le modèle le plus rare de tous les modèles Jeep en cours de production. L'équipement standard comprend une teinte extérieure couleur Champagne avec des rayures rouges et bleues, une galerie de toit, un volant sport, et des pneumatiques larges Goodyear G70x15 avec les inscriptions en lettres blanches. Les accessoires Hurst comprenaient les inscriptions complémentaires extérieures, un tachymètre ajouté allant jusqu'à 8000 tr/min ainsi qu'un levier de vitesses Hurst avec une poignée en T sur les voitures à boîte manuelle.

### Moteurs
- 1966-1971 - F134 Hurricane - 4 cylindres en ligne de 2199 cm3 développant 75 Ch/55 kW et un couple de 154 N m,
- 1966-1971 - Buick V6 Dauntless 225 - V6 de 3692 cm3 développant 160 Ch/119 kW et un couple de 318 N m[2].

## C104

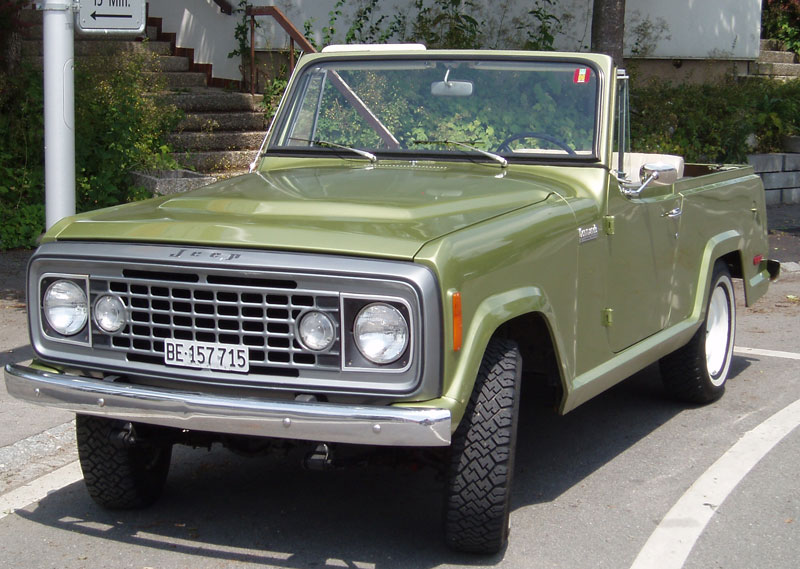
Jeep Commando (C104) de 1972

Le nom "Jeepster" a été supprimé à partir de 1971, mais le modèle est resté en production pendant encore deux ans sous l'appellation Jeep Commando. En 1972 il reçoit une caladre sur toute la largeur plus "classique" (voir photo). La Commando était équipée de l'un des trois moteurs American Motors Corporation, le 6 cylindres de 3,8 ou 4,2 litres AMC Straight ou le V8 de 5,0 litres. Au total, 20.223 exemplaires AMC Jeep Commando "C104" ont été fabriquées en 1972 et 1973.

### Moteurs
- 1971-1972 - AMC Straight - 6 cylindres en ligne de 3,800 cm3 développant 100 Ch/74 kW et un couple de 250 N m,
- 1971-1972 - AMC Straight - 6 cylindres en ligne de 4,229 cm3,
- 1971-1972 - AMC V8 - 8 cylindres en V de 4,980 cm3 développant 210 Ch sur les véhicules de 1971 et 150 Ch pour ceux de 1972.